# Петко Стефанов
Петко Стефанов – Тлъмински е български революционер, деец на Вътрешната македоно-одринска революционна организация и на Вътрешната македонска революционна организация.

## Биография
Петко Стефанов е роден в кривопаланечкото село Тълминци, тогава в Османската империя. Влиза във ВМОРО и става паланечки войвода. През 1914 - 1915 година води редица сражения със сръбски части и потери в родния си край. През май 1915 година се сражава две денонощия при село Градец. Загиват двама четници и десетки сръбски войници. Телата на четниците са изложени една седмица в селото.
| Чета на Петко Стефанов, 1914 година | Чета на Петко Стефанов, 1914 година | Чета на Петко Стефанов, 1914 година | Чета на Петко Стефанов, 1914 година | Чета на Петко Стефанов, 1914 година |
| Номер                               | Име                                 | Селище                              | Околия                              | Забележка                           |
| ----------------------------------- | ----------------------------------- | ----------------------------------- | ----------------------------------- | ----------------------------------- |
| 1.                                  | Петко Стефанов                      | Тлъминци                            | Паланечко                           |                                     |
| 2.                                  | Стойко Николов                      | Псача                               | Паланечко                           |                                     |
| 3.                                  | Серафим Ангелов                     | Мождивняк                           | Паланечко                           |                                     |
| 4.                                  | Атанас Петков                       | Костур                              | Паланечко                           |                                     |
| 5.                                  | Иванчо Георгиев                     | Станци                              | Паланечко                           |                                     |
| 6.                                  | Коле Тонев                          | Станци                              | Паланечко                           |                                     |
| 7.                                  | Стоимен Кръстев                     | Станци                              | Паланечко                           |                                     |
| 8.                                  | Станойко Петрев                     | Станци                              | Паланечко                           |                                     |

| Чета на Петко Стефанов, 26 януари 1915 година | Чета на Петко Стефанов, 26 януари 1915 година | Чета на Петко Стефанов, 26 януари 1915 година | Чета на Петко Стефанов, 26 януари 1915 година | Чета на Петко Стефанов, 26 януари 1915 година |
| Номер                                         | Име                                           | Селище                                        | Околия                                        | Забележка                                     |
| --------------------------------------------- | --------------------------------------------- | --------------------------------------------- | --------------------------------------------- | --------------------------------------------- |
| 1.                                            | Серафим Ангелов                               | Мождивняк                                     | Паланечко                                     |                                               |
| 2.                                            | Коле Севков                                   | Мождивняк                                     | Паланечко                                     |                                               |
| 3.                                            | Стоян Андонов                                 | Мождивняк                                     | Паланечко                                     |                                               |
| 4.                                            | Глигор Цветанов                               | Конопница                                     | Паланечко                                     |                                               |
| 5.                                            | Тасе (Атанас) Петков                          | Костур                                        | Паланечко                                     |                                               |
| 6.                                            | Яне Славев                                    | Джедилово                                     | Паланечко                                     |                                               |
| 7.                                            | Серафим Трайков                               | Ветуница                                      | Паланечко                                     |                                               |
| 8.                                            | Цоне Милков                                   | Търново                                       | Паланечко                                     |                                               |
| 9.                                            | Спас Христов                                  | Кръкля                                        | Паланечко                                     | убит                                          |
| 10.                                           | Иванчо Георгиев                               | Станци                                        | Паланечко                                     |                                               |
| 11.                                           | Коле Тонев                                    | Станци                                        | Паланечко                                     |                                               |
| 12.                                           | Кире Ангелов                                  | Радибуш                                       | Паланечко                                     |                                               |
| 13.                                           | Мите Джелепче                                 | Радибуш                                       | Паланечко                                     | убит                                          |
| 14.                                           | Стоимен Георгиев                              | Гиновци                                       | Паланечко                                     |                                               |
| 15.                                           | Стоимен Атанасов                              | Гиновци                                       | Паланечко                                     |                                               |
| 16.                                           | Станойко Петров                               | Станци                                        | Паланечко                                     |                                               |
| 17.                                           | Стоян Апостолов                               | Кюстендил                                     | Кюстендилско                                  |                                               |

| Допълнение към четата на Петко Стефанов, 1915 година | Допълнение към четата на Петко Стефанов, 1915 година | Допълнение към четата на Петко Стефанов, 1915 година | Допълнение към четата на Петко Стефанов, 1915 година | Допълнение към четата на Петко Стефанов, 1915 година |
| Номер                                                | Име                                                  | Селище                                               | Околия                                               | Забележка                                            |
| ---------------------------------------------------- | ---------------------------------------------------- | ---------------------------------------------------- | ---------------------------------------------------- | ---------------------------------------------------- |
| 1.                                                   | Йордан Митов                                         | Мождивняк                                            | Паланечко                                            |                                                      |
| 2.                                                   | Алексо Николов                                       | Конопница                                            | Паланечко                                            |                                                      |
| 3.                                                   | Миялко Стоянов                                       | Джедилово                                            | Паланечко                                            |                                                      |
| 4.                                                   | Милко Павлев                                         | Джедилово                                            | Паланечко                                            |                                                      |
| 5.                                                   | Борис Станойков                                      | Подържи кон                                          | Паланечко                                            |                                                      |
| 6.                                                   | Арсо Якимов                                          | Луке                                                 | Паланечко                                            |                                                      |
| 7.                                                   | Станоя Стефанов                                      | Подържи кон                                          | Паланечко                                            |                                                      |
| 8.                                                   | Славе Яначков                                        | Джедилово                                            | Паланечко                                            |                                                      |
| 9.                                                   | Атанас Петков                                        | Костур                                               | Паланечко                                            |                                                      |
| 10.                                                  | Стоян Наков                                          | Узем                                                 | Паланечко                                            |                                                      |

| Паланечка чета на Петко Стефанов, 12 май – 13 юни 1915 година | Паланечка чета на Петко Стефанов, 12 май – 13 юни 1915 година | Паланечка чета на Петко Стефанов, 12 май – 13 юни 1915 година | Паланечка чета на Петко Стефанов, 12 май – 13 юни 1915 година | Паланечка чета на Петко Стефанов, 12 май – 13 юни 1915 година |
| Номер                                                         | Име                                                           | Селище                                                        | Околия                                                        | Забележка                                                     |
| ------------------------------------------------------------- | ------------------------------------------------------------- | ------------------------------------------------------------- | ------------------------------------------------------------- | ------------------------------------------------------------- |
| 1.                                                            | Коле Савков                                                   | Мождивняк                                                     | Паланечко                                                     |                                                               |
| 2.                                                            | Йордан Митов                                                  | Борово                                                        | Паланечко                                                     |                                                               |
| 3.                                                            | Славе Яначков                                                 | Джедилово                                                     | Паланечко                                                     |                                                               |
| 4.                                                            | Алексо Николов                                                | Конопница                                                     | Паланечко                                                     |                                                               |
| 5.                                                            | Мите Якимов                                                   | Подържи кон                                                   | Паланечко                                                     |                                                               |
| 6.                                                            | Стойко Ангелов                                                | Криви камен                                                   | Паланечко                                                     |                                                               |
| 7.                                                            | Симеон Спасев                                                 | Петърлица                                                     | Паланечко                                                     |                                                               |
| 8.                                                            | Иван Стоянов                                                  | Конопница                                                     | Паланечко                                                     |                                                               |

| Паланечка чета на Петко Стефанов, 22 юни – 4 август 1915 година | Паланечка чета на Петко Стефанов, 22 юни – 4 август 1915 година | Паланечка чета на Петко Стефанов, 22 юни – 4 август 1915 година | Паланечка чета на Петко Стефанов, 22 юни – 4 август 1915 година | Паланечка чета на Петко Стефанов, 22 юни – 4 август 1915 година |
| Номер                                                           | Име                                                             | Селище                                                          | Околия                                                          | Забележка                                                       |
| --------------------------------------------------------------- | --------------------------------------------------------------- | --------------------------------------------------------------- | --------------------------------------------------------------- | --------------------------------------------------------------- |
| 1.                                                              | Коле Савков                                                     | Мождивняк                                                       | Паланечко                                                       |                                                                 |
| 2.                                                              | Йордан Митов                                                    | Борово                                                          | Паланечко                                                       |                                                                 |
| 3.                                                              | Алексо Колев                                                    | Конопница                                                       | Паланечко                                                       |                                                                 |
| 4.                                                              | Иван Стоянов                                                    | Конопница                                                       | Паланечко                                                       |                                                                 |
| 5.                                                              | Стойко Алексов                                                  | Криви камен                                                     | Паланечко                                                       |                                                                 |
| 6.                                                              | Симеон Спасев                                                   | Петралица                                                       | Паланечко                                                       |                                                                 |
| 7.                                                              | Мите Якимов                                                     | Подържи кон                                                     | Паланечко                                                       |                                                                 |
| 8.                                                              | Ангел Спасов                                                    | Псача                                                           | Паланечко                                                       |                                                                 |
| 9.                                                              | Георги Симеонов                                                 | Костур                                                          | Паланечко                                                       |                                                                 |

| Паланечка чета на Петко Стефанов, 9 август 1915 година | Паланечка чета на Петко Стефанов, 9 август 1915 година | Паланечка чета на Петко Стефанов, 9 август 1915 година | Паланечка чета на Петко Стефанов, 9 август 1915 година | Паланечка чета на Петко Стефанов, 9 август 1915 година |
| Номер                                                  | Име                                                    | Селище                                                 | Околия                                                 | Забележка                                              |
| ------------------------------------------------------ | ------------------------------------------------------ | ------------------------------------------------------ | ------------------------------------------------------ | ------------------------------------------------------ |
| 1.                                                     | Коле Савков                                            | Мождивняк                                              | Паланечко                                              |                                                        |
| 2.                                                     | Йордан Митов                                           | Борово                                                 | Паланечко                                              |                                                        |
| 3.                                                     | Алексо Колев                                           | Конопница                                              | Паланечко                                              |                                                        |
| 4.                                                     | Иван Стоянов                                           | Конопница                                              | Паланечко                                              |                                                        |
| 5.                                                     | Стойко Алексов                                         | Криви камен                                            | Паланечко                                              |                                                        |
| 6.                                                     | Симеон Спасев                                          | Петралица                                              | Паланечко                                              |                                                        |
| 7.                                                     | Мите Якимов                                            | Подържи кон                                            | Паланечко                                              |                                                        |
| 8.                                                     | Ангел Трайчев                                          | Псача                                                  | Паланечко                                              |                                                        |
| 9.                                                     | Георги Симеонов                                        | Костур                                                 | Паланечко                                              |                                                        |
| 10.                                                    | Христо Коцев                                           | Луке                                                   | Паланечко                                              |                                                        |
| 11.                                                    | Никола Димитров                                        | Милутинци                                              | Паланечко                                              |                                                        |
| 12.                                                    | Тасе Давидков                                          |                                                        |                                                        |                                                        |
| 13.                                                    | Савко Иванче                                           | Мождивняк                                              | Паланечко                                              |                                                        |
| 14.                                                    | Стоян Йосифов                                          | Псача                                                  | Паланечко                                              |                                                        |

След края на Първата световна война в началото на януари 1919 година е арестуван от сръбските власти, осъден на смърт и разстрелян в местността Бабавелини ханове край Крива паланка на 19 юли 1920 година.